# Take Out & Served Up Live
Take Out & Served Up Live è un album dal vivo del gruppo musicale statunitense Tyketto, pubblicato nel 1996 dalla Music for Nations.

## Tracce
1. Forever Young – 5:15
2. Drag the River – 3:57
3. Tearin' Up the Night – 4:25
4. Standing Alone – 5:05
5. Wait Forever – 3:35
6. Burning Down Inside – 4:43
7. Lay Your Body Down – 5:59
8. Let It Go – 5:05
9. Seasons – 4:48
10. Nothing but Love – 5:47
11. Shine – 4:30
12. The End of Summer Days – 5:58
13. Get Me There – 4:25
14. High – 4:06
15. Jamie – 6:17

## Formazione
- Danny Vaughn – voce, chitarra acustica, armonica a bocca, mandolino, percussioni
- Steve Augeri – voce
- Brooke St. James – chitarra, sitar, cori, percussioni
- Jimi Kennedy – basso
- Jaimie Scott – basso, cori, percussioni
- Michael Clayton Arbeeny – batteria